# 金法宣
金法宣（?—?），新罗宗室，追封玄聖王，新罗第38任国王元圣王金敬信的高祖父，新罗第17任国王奈勿王八世孫。

## 生平
金法宣是金摩次（摩叱次匝干）之子，金歆運之孙。金法宣官至大阿湌。其子金義寬，金義寬之子金魏文，金魏文之子金孝讓，金孝讓之子金敬信。宣德王六年（785年），宣德王去世，金敬信即位为元圣王。二月，元圣王追封高祖大阿湌法宣爲玄聖大王，曾祖伊湌義寬（義官匝干）爲神英大王，祖伊湌魏文（訓入匝干）爲興平大王，父亲一吉湌孝讓爲明德大王。

## 家族

### 父亲
- 金摩次（摩叱次匝干）[1]，金歆運之子[2]

### 夫人
- 玄元王后金氏，生子金义宽